# Mała Koszysta

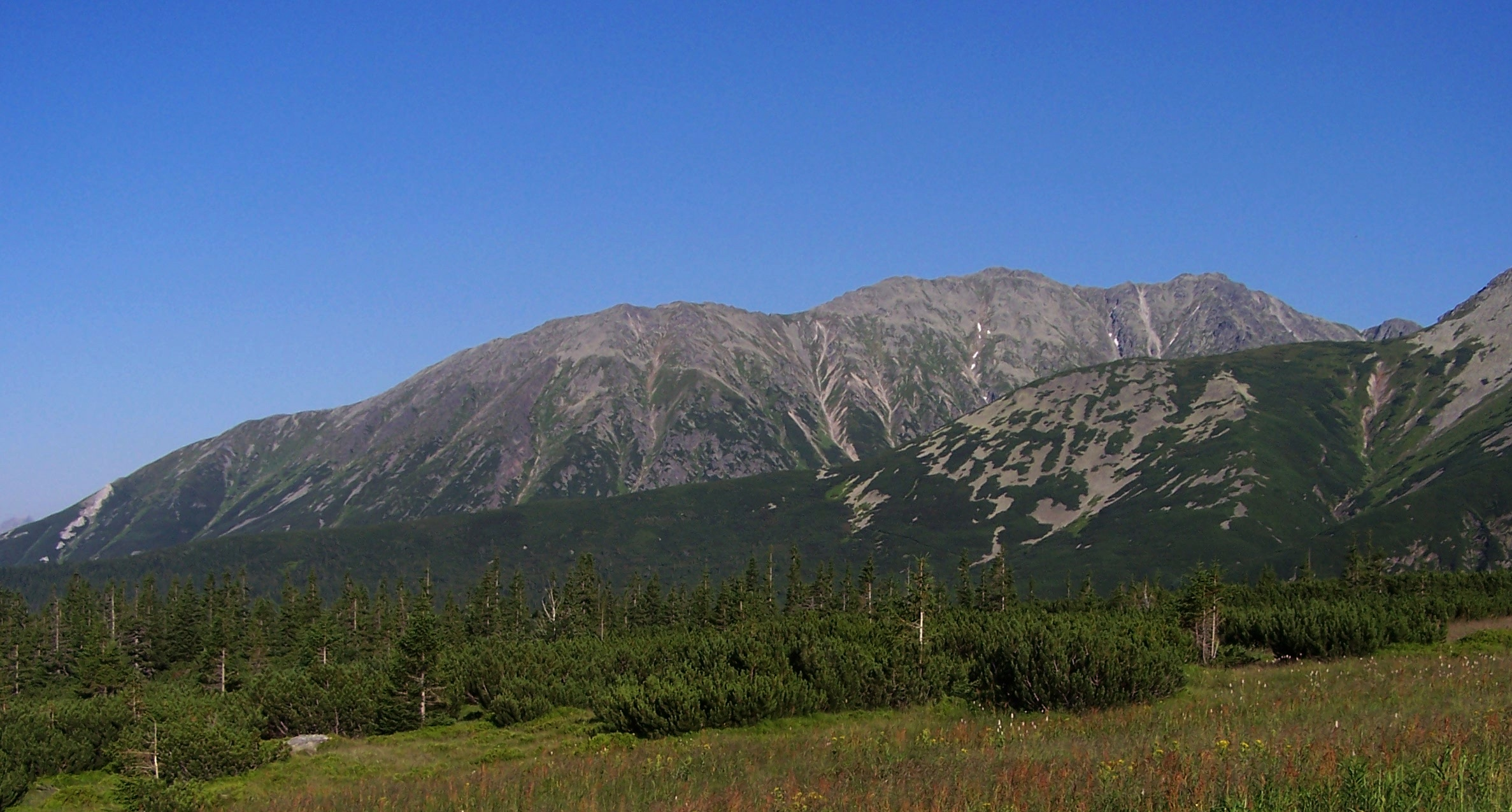
Widok z Królowej Równi

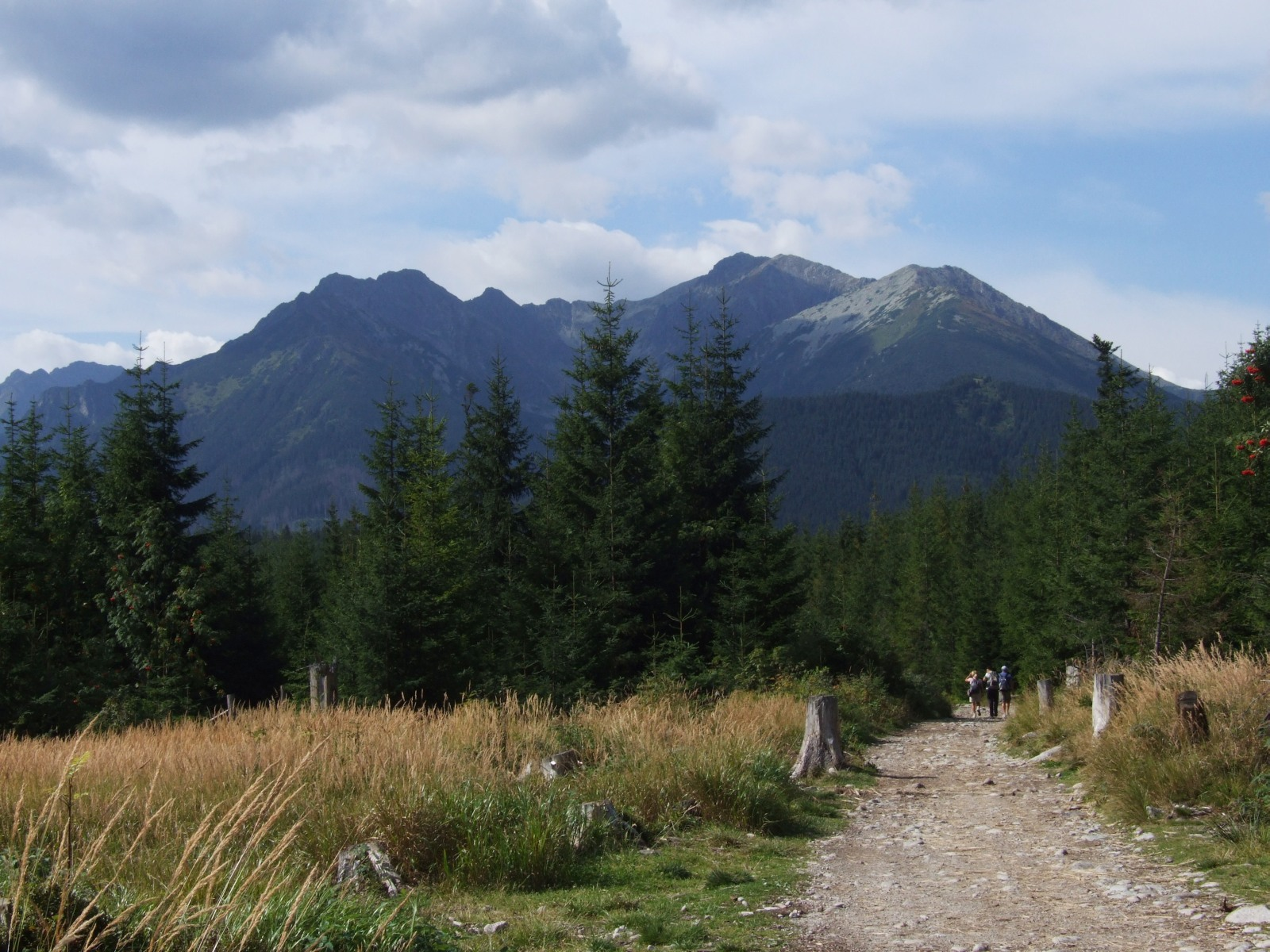
Mała Koszysta po prawej stronie

Mała Koszysta (2014 m n.p.m.) – szczyt w Tatrach Wysokich, położony w grzbiecie Koszystej, oddzielającym Dolinę Waksmundzką od doliny Pańszczycy. Jest to jeden z najbardziej na północ wysuniętych dwutysięczników tatrzańskich.

## Topografia
Szczyt jest najbardziej wysuniętym na północ z trzech wierzchołków w grani Koszystej. Od strony południowej graniczy z Wielką Koszystą (2193 m), od południa natomiast opada długim grzbietem na Waksmundzką Przełęcz (1418 m). Masyw jest zbudowany z granitu i pokryty trawą.
Grzbiet od wierzchołka Małej Koszystej początkowo wiedzie na południowy zachód, potem zakręca na południe do Wielkiej Koszystej. Na północ od szczytu znajduje się żleb Trojak, zaś od grzbietu między Małą i Wielką Koszystą z okolic tzw. Strzałb w stronę doliny Pańszczycy opadają Głazów, Kamienisty i Bacowski Żleb. W grzbiecie opadającym na Waksmundzką Przełęcz można wyróżnić skaliste Waksmundzkie Ścianki oraz Pieski, spod których na Waksmundzką Polanę opada Waksmundzki Żleb. Od południa Mała Koszysta opada do kotła polodowcowego, Świstówki Waksmundzkiej, będącego górnym piętrem Doliny Waksmundzkiej. Na wschodnich zboczach masywu położone są Zadni i Skrajny Upłaz oraz Limbowa Ubocz.

## Geologia
Mała Koszysta jest zbudowana z granitoidów trzonu krystalicznego Tatr. Północne i północno-zachodnie zbocza zbudowane są ze skał osadowych: piaskowców i łupków oraz wapieni i dolomitów triasu. Znajdują się tu jaskinie: Jaskinia Koszowa, Wyżnia Koszowa Dziura i Koszowa Dziura.

## Przyroda
Zachowały się w niektórych miejscach partie pierwotnych lasów smrekowych z limbami. Stanowisko limby na Małej Koszystej jest uznawane za jedno z najwyżej położonych w Polsce i od 2002 roku monitorowane. Ciekawa flora. M.in. stwierdzono tutaj występowanie głodka mroźnego, goryczuszki lodnikowej, wierzby oszczepowatej, przymiotna węgierskiego i jarząba nieszpułkowego – bardzo rzadkich roślin, w Polsce występujących tylko w Tatrach i to w nielicznych tylko miejscach, a także sasanki wiosennej, rośliny występującej również w innych miejscach w Polsce, ale wszędzie bardzo rzadkiej. W rejonie przebywają niedźwiedzie.

## Historia
Masyw był od dawna wypasany i zwiedzany. Pierwsze udokumentowane wejścia na Wielką Koszystą prowadziły od strony Krzyżnego, natomiast przez Małą Koszystą prowadziła droga od Polany Waksmundzkiej. Jej pierwszego zimowego przejścia dokonali Witold Henryk Paryski i Stanisław Krystyn Zaremba 17–18 kwietnia 1931 r.
W 1932 r. cały masyw Koszystej wykupiony został od rodziny Uznańskich przez Skarb Państwa, a w 1936 r. w wyniku starań PTT objęty został ścisłą ochroną. Do tej pory jest obszarem ochrony ścisłej i nie prowadzą przez niego żadne szlaki turystyczne.
Pochodzenie nazwy Koszysta (dawniej także Kosista) nie jest znane, być może pochodzi od koszenia okolicznych łąk, dawniej wypasanych.